# Comuna Pedînka, Liubar
Pedînka (în ucraineană Пединська сільська рада) este o comună în raionul Liubar, regiunea Jîtomîr, Ucraina, formată din satele Pedînka (reședința) și Provalivka.

## Demografie
Componența lingvistică a comunei Pedînka
     Ucraineană (99,03%)
     Alte limbi (0,98%)
Conform recensământului din 2001, majoritatea populației comunei Pedînka era vorbitoare de ucraineană (99,03%), existând în minoritate și vorbitori de alte limbi.